# Alfred Rethel

Pintura de Alfred Rethel.

Alfred Rethel (Aachen, 15 de Maio de 1816 - Dusseldórfia, 1 de Dezembro de  1859) foi um pintor alemão do século XIX. Estudou na Academia de Dusseldórfia. Por volta de 1847-1852 iniciou os (a)frescos  da Câmara Municipal/Prefeitura de Aachen, com cenas de Carlos Magno. O seu estilo similar ao de Albrecht Dürer refle(c)te a influência dos nazarenos. Executou várias séries de xilografias: Dança da Morte no Ano de 1848, A Morte como um Estrangulador, A Morte como Amigo (1851) e numerosos outros desenhos e telas.